# Чесапаломбо
Чесапало̀мбо (на италиански: Cessapalombo, на местен диалект Cessapalùmmu, Чесапулму) е село и община в Централна Италия, провинция Мачерата, регион Марке. Разположено е на 447 m надморска височина. Населението на общината е 533 души (към 2010 г.).